# Pájaro Chogüí
Pájaro Chogüí, conocida en Paraguay como Pájaro Choguy, es una polka paraguaya del músico argentino Guillermo Breer, compuesta en 1945. En algunas versiones se puede notar un cambio en la letra, por ejemplo, en la versión de Luis Alberto del Paraná en vez de decir "perdiéndose en el cielo azul turquí" dice "perdiéndose en el cielo guaraní". La canción hace alusión al celestino o chogüí y es una de las polkas paraguayas más interpretadas internacionalmente a través del arpa paraguaya e instrumentos andinos. Guillermo Breer publicó la obra a mediados del siglo XX bajo el seudónimo de Pytaguá (extranjero en guaraní). Esta obra se publicó bajo el título original «Pájaro Chogüí» (correntinismo), pero en Paraguay se adaptó como «Pájaro Choguy», considerando que la "y" es una vocal gutural. Guillermo Breer era el hermano de la soprano argentina Hilda Breer.

## Letra original
Cuenta la leyenda que en un árbol
se encontraba encaramado un indiecito guaraní
Que sobresaltado por un grito de su madre
perdió apoyo, y cayendo se murió.
Y que entre los brazos maternales
por extraño sortilegio en chogüí se convirtió.
Chogüí, chogüí, chogüí, chogüí
cantando está, mirando acá
mirando allá, volando se alejó.
Chogüí, chogüí, chogüí, chogüí
que lindo va, que lindo es
perdiéndose en el cielo azul turquí.
Y desde aquel día se recuerda al indiecito
cuando se oye como un eco a lo chogüí.
Es el canto alegre y bullanguero
del gracioso naranjero que repica en su cantar.
Salta y picotea las naranjas
que es su fruta preferida, repitiendo sin cesar.

## Letra en guaraní
Che retã porã mombe'u pype
guaraní katupyrýpe ag̃uahẽvo apurahéi
Ypykuéra yvýpe, pyhare ha ñasaindýpe
guyra'íva mitãpóra ndokevéi.
Mombe'upyrãrõ opytáva
pe isýgui oñemondýivo, ava'ígui oiko guyra.
Choguy, choguy, choguy, choguy
he'i ha oho, he'i ha ou
yvágapype oho ha oveve.
Choguy, choguy, choguy, choguy
mbegue katu, oho rory
pytã, morotĩmba, hovy asy.
Ha yva aju hína oipytevo, ijeíra
osẽkuetevo, péina péicha opurahéi.
Ypykuéra yvýpe, pyhare ha ñasaindýpe
guyra'íva mitãpóra ndokevéi.
Mombe'upyrãrõ opytáva
pe isýgui oñemondýivo, ava'ígui oiko guyra.

Aclaraciones sobre el fonema guaraní: la H se pronuncia de forma aspirada (como la H del inglés), la Y es una vocal gutural de tipo cerrada central no redondeada, el apóstrofo o pusó (') interrumpe la pronunciación y marca un hiato indistintamente, la ~ indica que la vocal es nasal (se pronuncia marcándola con la nariz). La J se pronuncia como la "J" inglesa, la CH se pronuncia como la "SH" del inglés, la R inicial no se pronuncia como "erre" sino como aquella R en medio de dos vocales. Por norma general, debe aclararse que en el idioma guaraní solo se acentúan gráficamente las palabras cuando estas son graves o esdrújulas; cuando no hay tilde en toda la palabra significa que la acentuación va en la última sílaba. Esto es así ya que la mayoría de las palabras en guaraní son agudas.

## Intérpretes
- Luis Alberto del Paraná
- Alberto de Luque
- Rigo Tovar
- Julio Iglesias
- Néstor Zavarce
- Edgar Galeano Domínguez (adaptación al guaraní)
- Los 4 Hermanos Silva